# Sistema de Cooperativas de Crédito do Brasil
O Sistema de Cooperativas Financeiras do Brasil (Sicoob) é um dos maiores sistemas financeiros do país, com mais de 8,5 milhões de cooperados e 4,6 mil pontos de atendimento distribuídos em todo o território nacional. É composto por cooperativas financeiras e empresas de apoio, que em conjunto oferecem aos cooperados serviços de conta corrente, crédito, investimento, cartões, previdência, consórcio, seguros, cobrança bancária, adquirência de meios eletrônicos de pagamento, dentre outros. Presente em mais de 2,4 mil municípios e em 400 como a única instituição financeira, segundo o Banco Central. O Sistema ocupa a primeira colocação entre as instituições financeiras com a maior quantidade agências no Brasil.
Como organizações não cooperativas, compõem ainda o Sicoob: o Banco Cooperativo do Brasil S/A (Banco Sicoob), a Sicoob DTVM (Sicoob Distribuidora de Títulos e Valores Mobiliários LTDA., gestora de recursos de terceiros), a Sicoob Previ (entidade fundacional, patrocinada pelo Banco Sicoob, provedora de soluções de previdência privada), a Sicoob Administradora de Consórcios (subsidiária integral do Banco Sicoob, responsável pelos produtos de consórcios), Sicoob Pagamentos (joint venture entre Banco Sicoob, Controlador, e Grupo Cooperativo Argentino, com os papéis de processadora de cartões, bandeira e adquirente, nesse caso especialmente em relação ao cartão BNDES) e Fundo Garantidor do Cooperativismo de Crédito (FGCoop).

## Organização
O Sicoob está organizado em três níveis que vinculam operacionalmente cooperativas singulares, centrais e o Centro Cooperativo Sicoob - CCS.
- As cooperativas singulares são as entidades que prestam atendimento direto aos cooperados. Elas têm atuação local e estão presentes em todos os estados e no Distrito Federal;
- As cooperativas centrais são as entidades regionais que promovem a integração sistêmica das cooperativas singulares a elas filiadas, coordenando-as e oferecendo-lhes apoio. Hoje, o Sicoob opera com 14 centrais distribuídas pelo território nacional;
- O CCS tem por finalidade representar institucionalmente o Sistema e é responsável pelas normas, políticas, condutas, processos, tecnologias, produtos, serviços e marcas de todo o Sistema.